# Makibefo
Makibefo es una película dramática malgache de 1999, escrita y dirigida por Alexander Abela. El director filmó la película en blanco y negro cerca de la ciudad de Faux Cap, Madagascar, con un solo asistente técnico. Con la excepción de un narrador de habla inglesa, todos los personajes son interpretados por indígenas Antandroy (pocos de los cuales habían visto una película antes) que interpretaron una historia en gran parte improvisada basada en Macbeth de William Shakespeare, ambientada en un remoto pueblo de pescadores.

## Trama
Dos hombres de Antandroy, Makibefo y Bakoua, se encuentran con un médico brujo mientras escoltan a un prisionero a través del desierto de regreso a su aldea. El brujo profetiza una serie de eventos futuros, incluido el que Makibefo estaba destinado a ser el rey de su pueblo. A su regreso al pueblo, Makibefo ve que las profecías comienzan a cumplirse. Él comparte las profecías con su esposa y ella lo incita a matar a su rey, Danikany. Makibefo se convierte en el nuevo rey, pero la ambición y el miedo lo llevan a matar a otros en la aldea que podrían amenazar su posición. Eventualmente se enfrenta a una revuelta de las familias y amigos de sus víctimas.

## Elenco
- Martin Zia como Makibefo
- Neoliny Dety como Valy Makibefo
- Jean-Félix como Danikany
- Bien Rasoanan Tenaina como Malikomy
- Jean-Noël como Makidofy
- Randina Arthur como Bakoua
- Boniface como Kidoure
- Victor Raobelina como médico brujo
- Gilbert Laumord como narrador

## Recepción
Variety evaluó positivamente a Makibefo, calificándolo de "una respuesta completamente nueva a Shakespeare que debería atraer tanto a los fanáticos del cine Bard como al de B&W".